# Laura Vetterlein
Laura Vetterlein (* 7. April 1992 in Rheinfelden) ist eine ehemalige deutsche Fußballspielerin. Sie spielte auf der Position der Innenverteidigerin. Ab der Saison 2024/25 ist sie Assistenztrainerin beim Frauenteam des FC Basel. Sie ist die jüngere Schwester von Alisa Vetterlein.

## Karriere

### Vereine
Ihre Fußballkarriere begann Laura Vetterlein von klein auf beim Spiel mit ihrer älteren Schwester als Vorbild. Im Alter von fünf Jahren wurde sie beim Rheinfelder Ortsteilverein SV Nollingen Mitglied, spielte in der F-Jugend, E-, D-, C- und zuletzt der B-Jugend in den Jungenmannschaften. Auch als der Verein eine Mädchenmannschaft einrichtete, spielte sie mit einer Sondergenehmigung weiter bei den B-Junioren der Jungen im offensiven Mittelfeld mit.
Ein Angebot des SC Freiburg, der mit seiner Mädchenmannschaft in der Baden-Württemberg-Liga spielt, lehnte sie ab und wechselte stattdessen 2008 zum 1. FC Saarbrücken, der in der Vorsaison in die 2. Bundesliga abgestiegen war und mehrere Spielerinnen verloren hatte. Sie konnte mit der Mannschaft den direkten Wiederaufstieg in die 1. Liga feiern und kam, bedingt auch durch eine Verletzungsserie bei mehreren FCS-Spielerinnen, rasch standardmäßig in die Anfangsaufstellung (Viererabwehrkette). Ihr erster Einsatz beim FCS war beim DFB-Pokal 2008 gegen den VfR 07 Limburg. Nach dem erneuten Abstieg des 1. FC Saarbrücken aus der Bundesliga wechselte sie zur Saison 2011/12 zum VfL Wolfsburg, wo sie zwei Jahre lang mit ihrer Schwester zusammen spielte. Nach vier Jahren für den VfL Wolfsburg in der Bundesliga wechselte sie im Sommer 2015 mit Vereinskollegin Jovana Damnjanović zum SC Sand. Im Sommer 2021 wechselte sie in die Schweiz zum FC Zürich Frauen. Unter der Trainerin Inka Grings gewann sie in der ersten Saison das Double mit dem Verein. Im zweiten Jahr gewann der FC Zürich die Meisterschaft. Am Ende der Saison trat Vetterlein vom Spitzensport zurück.

### Nationalmannschaft
Als Spielerin bei den Sichtungs-Lehrgängen des Südbadischen Fußballverbandes in der Südbadischen Sportschule in Steinbach bei Baden-Baden wurde sie entdeckt und für die südbadische Auswahl beim DFB-Länderpokal in Duisburg 2006 ausgewählt. Daraufhin absolvierte sie mehrere Lehrgänge und zwei Einsätze bei Test-Länderspielen gegen England in Buckinghamshire (am 11. April 2007 in der 71. Minute eingewechselt für Claudia Kalin, am 13. April durchgängig im Spiel). Mit den deutschen U-15-Juniorinnen gewann sie 2007 in Kamen-Kaiserau das Vier-Nationen-Turnier des DFB. Mit der U-16-Auswahl des DFB gewann sie in Island den Nordic Cup, die inoffizielle Europameisterschaft der U-16.
Bei der in Ungarn ausgetragenen zweiten Qualifikationsrunde zur U-17-Europameisterschaft 2009 erzielte sie eines der Tore und wurde in der vom 22. bis 25. Juni 2009 in Nyon/Schweiz stattgefundenen Endrunde mit ihrer Mannschaft schließlich Europameister gegen Spanien. Laura Vetterlein stand dabei in der Anfangsformation und trug als Abwehrspielerin dazu bei, dass die Gegnerinnen torlos blieben.
Im Oktober 2009 absolvierte sie im Kader der U-19-Nationalmannschaft gegen Schweden ihren ersten Kurzeinsatz in einem Länderspiel. Der zweite Einsatz in der U-19 kam Ende Februar 2010 beim Zehn-Nationen-Turnier der deutschen Mannschaft im spanischen La Manga. Das erste „große“ Turnier mit der U-19 hatte sie im März 2010 in der 2. Runde der EM-Qualifikation in Serbien beim Auftaktspiel gegen Polen und danach gegen Norwegen. Beim Halbfinale der U19-Europameisterschaft 2010 in Mazedonien war sie für das Mittelfeld aufgestellt und wurde am 3. Spieltag in der 19. Minute gegen die Engländerinnen eingewechselt, erlitt jedoch kurz vor Spielende einen Innenbandriss im Knie und schied deshalb für das Endspiel aus.

## Erfolge
- U-17-Europameister 2009
- Champions-League-Sieger 2013, 2014
- Deutscher Meister 2013, 2014
- DFB-Pokal-Sieger 2013, 2015
- Schweizer Meister: 2022, 2023
- Schweizer Pokal: 2022

## Sonstiges
Laura Vetterlein, Tochter eines Friseurs, besuchte zunächst das Georg-Büchner-Gymnasium in Rheinfelden, seit ihrem Ortswechsel in Saarbrücken die Saarbrücker Fußball-Eliteschule Gymnasium am Rotenbühl, wo sie 2011 ihr Abitur absolvierte.